# Формула-1 H2O

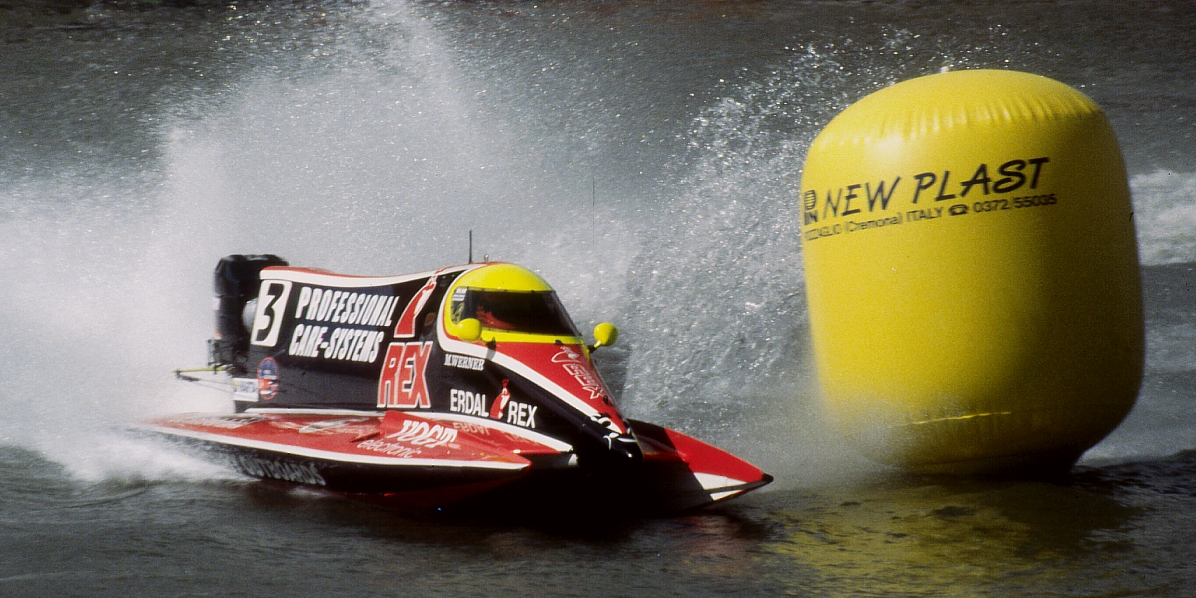

Формула-1 H20 (F1H2O, Formula 1 H2O Powerboat) — чемпіонат світу з перегонів на моторних човнах.

## Історія
Історія проведення Чемпіонату світу з перегонів на моторних човнах у класі Формула 1 на воді бере початок в 1962 році, коли Д. Шульц та А. Молінарі побудували перші спортивні катамарани. Своє нинішнє офіційне найменування перегони отримали на пленумі Міжнародного союзу водно-моторного спорту (UIM) у 1981 році, коли в Монте-Карло вперше провели на воді аналог автомобільних перегонів «Формула-1».
Тоді ж було вирішено встановити два класи човнів: «OZ» без обмеження обсягу двигуна (як правило, об'єм двигунів таких човнів становить від 3600 до 4500 куб. см) і «ON», з об'ємом двигунів до 2000 см³.
Цей клас човнів пізніше отримав власну назву «Formula Grand Prix» (Формула Гран-прі). З 1981 по 1989 рр. змагання човнів «F-1» і «Гран-Прі» проводилися паралельно.
Треба відзначити, що до перегонів «Формули-1» допускаються пілоти найвищого класу, що мають суперліцензію Міжнародного союзу водно-моторного спорту (UIM).
Перегони проводяться по всьому світі під брендом F1h2o.

## Технічні характеристики човна Ф1
У перегонах Формули 1 на воді використовуються так звані тунельні катамарани, які здатні поєднувати високу швидкість і виняткову маневреність. У цілому, вага човна 390 кілограмів, у тому числі вага двигуна — 118 кілограмів. Довжина човна 6 метрів, ширина — 2 метри. Зменшити вагу човна допомагає широке використання вуглецевого волокна та кевлару. Дизайн корпусу човна у формі тунелю створює повітряну подушку під корпусом.
Таким чином, на швидкості тільки декілька квадратних сантиметрів дна човна торкаються води, що, відповідно зменшує тертя до мінімуму та допомагає досягти високих швидкостей.
Човни Ф1 обладнуються двигунами Mercury Marine V6, який спалює 120 літрів пального на годину, створюючи потужність 425 к.с. при 10500 об./хв. З цим двигуном човен може розвинути максимальну швидкість понад 240 км/год.

## Формат перегонів
В намірах посадових осіб та спонсорів гонки завжди присутній потяг зробити кожну гонку якомога більш рекламною. Однак, в інтересах безпеки та пропаганди гонок може бути проведено перегляд графіку/формату перегонів та/або кількості кваліфікованих для участі в заключному заході човнів. Інформація про такі зміни оголошується командам якомога раніше. Також, не може бути більше 24 фіналістів у перегонах Ф1.

Зазвичай, дотримується наступний графік перегонів Гран-прі.

ДЕНЬ ПЕРШИЙ

12:00 — 12:30 — Оформлення документів та реєстрація

10:00 — 18:00 — Технічне інспектування. Човни та обладнання повинні бути в зазначених місцях не пізніше 24 годин до початку технічної інспекції (команди штрафуються у разі запізнень)

ДЕНЬ ДРУГИЙ

9:00 — Перший брифінг пілотів (обов'язково для всіх пілотів та радистів, менеджерів команди) в штаб-квартирі перегонів (команда штрафується у випадку відсутності кого-небудь із зазначених осіб)

10:30 — 11:30 — Вільне тренування

15:00 — 16:00 — Кваліфікаційні заїзди

ДЕНЬ ТРЕТІЙ

9:00 — Другий брифінг пілотів (обов'язково для всіх пілотів та радистів, менеджера команди) в штаб-квартирі перегонів (команда штрафується у випадку відсутності кого-небудь із зазначених осіб)

10:30 — 11:30 — Вільне тренування

14:45 — Човни роблять парадне коло

15:00 — Змагання човнів Формули 1. Тривалість — не більше 45 хвилин

16:00 — Церемонія нагородження

## Траси
Кожна траса відрізняється за розмірами, але загалом довжина траси — близько 2000 метрів. Кожна траса має принаймні один довгий і відразу кілька крутих поворотів, в основному ліві, однак є хоча б один чи два праві повороти. При проходженні поворотів пілоти човнів відчувають значні перевантаження. Так, пілоти відчувають перевантаження до 4,5 G, що означає, що вага пілота збільшується в 4,5 рази, коли він робить розворот на швидкості більш ніж 160 км/год! Для порівняння: водії автомобілів «Формули-1» відчувають лише 2,5 G.

## Нарахування очок
Очки нараховуються за перші десять місць:
- 1 місце — 20 очок
- 2 місце — 15 очок
- 3 місце — 12 очок
- 4 місце — 9 очок
- 5 місце — 7 очок
- 6 місце — 5 очок
- 7 місце — 4 очки
- 8 місце — 3 очки
- 9 місце — 2 очки
- 10 місце — 1 очко

## Рятувальна команда Osprey
Osprey це група професійних водолазів з Англії, які спеціалізуються на порятунку в перегонах моторних човнів класу Формули-1. Вони високо мотивовані і здатні виконувати рятувальні операції ефективно і результативно.

Команда з'явилася близько тридцяти років тому, коли членам Стаффордширського Клубу дайверів було запропоновано взяти участь у зустрічі клубу моторних човнів в Часуотері. Однак, враження, від роботи рятувальників, які мав зустрічі клубу моторних човнів в Часуотері на той час було не найкраще. Після цього клуб приступив до створення рятувальної команди Osprey, яка мала б на більш високий рівень підняти якість роботи рятувальників.

Пройшли ті часи, коли роботою рятувальників у випадку аварії човна було просто перетягнути поранених пілотів через борт рятувального катера. Цей процес був повільним, і що більш важливо, оскільки багато хто з пілотів мав травми хребта, така допомога давала значно гірші наслідки, ніж самі аварії.

Тому було прийнято рішення обладнати човен з бортом, що відкидається. Якщо підозрюються серйозні травми у постраждалого пілота, рятувальний човен частково затоплюється, дозволяючи рятувальнику ефективно зануритися під потерпілого. Після цього потерпілого пілота по воді перетягують над бортом в човен і прямо на ноші. При набранні швидкості човен автоматично знову піднімається над водою.

Найбільше занепокоєння пілотів полягає в то, що вони і далі будуть знаходитися в їхньому човні після аварії, ризикуючи захлинутися або отримати серйозні пошкодження головного мозку від нестачі кисню.

Всі члени команди Osprey — кваліфікованих майстри підводного плавання та мають відповідне обладнання для визволення пілотів моторних човнів від уламків. Рятувальник також проходять підготовку по наданню першої допомоги, під керівництвом лікаря команди.

Чотири хвилини під водою може означати незворотні пошкодження головного мозку, але команда гарантує, що у разі аварії пілоти моторних човнів класу Формула 1 будуть врятовані протягом тридцяти секунд.

## Україна у Формулі-1 H2O
Перше в історії України Гран-прі Чемпіонату світу з перегонів на моторних човнах у класі Формула-1 H2O, відбулося в м. Вишгород Київської області, 30-31 липня 2011 р.

Подія відбувалася на Київському морі на території аванпорту і зібрала велику кількість преси і гостей.
Для проведення Гран-прі України Розпорядженням Голови Київської обласної державної адміністрації Анатолія Присяжнюка від 3 лютого 2011 року № 84 "Про утворення організаційного комітету з підготовки та проведення в Київській області гонки етапу чемпіонату світу 2011 р. під назвою «U.I.M. F1 POWERBOAT GRAND PRIX в Україні 2011 р.» утворено відповідний оргкомітет.
Організаційний комітет очолив голова Київської обласної державної адміністрації.
О 18:00 в суботу 30 липня стартував фінальний заїзд, в рамках котрого пілоти подолали 50 кругів. Переможцем став пілот команди Abu Dahbi Ахмед Аль Хамелі із Об'єднаних Арабських Еміратів.

## Цікаво знати
В Чемпіонаті світу-2011 з перегонів на моторних човнах у класі Формула-1 H2O бере участь жінка-пілот команди Nautica з Норвегії — Меріт Стрьомьой.

## Інтернет-ресурси
- F1 Powerboat Racing — official website
- ChampBoat Series
- World Powerboating Champions